# خانه آزاد حسینی
خانه آزاد حسینی مربوط به دوره قاجار است و در شیراز، محله گودعربان، کوچه مدرسه حشمت واقع شده و این اثر در تاریخ ۱۰ خرداد ۱۳۸۲ با شمارهٔ ثبت ۸۹۸۵ به‌عنوان یکی از آثار ملی ایران به ثبت رسیده است.